# الماعز
الماعَز یا اپسیلون ارابه‌ران یک ستاره است که در صورت فلکی ارابه‌ران قرار دارد. فاصله این ستاره تا زمین به طور دقیق اندازه گیری نشده است و این موضوع همچنان محل بحث و جدل است. اما بر طبق اطلاعاتی که از فضاپیمای گایا به دست آمده است، فاصله این ستاره تا زمین ۱۳۵۰ (۳۰۰±) سال نوری تخمین زده می شود.
الماعز کمی پایین‌تر از ستاره سروش قرار گرفته است. نام الماعز از عربی و به معنای بز است و سروش را به این خاطر که در بالای الماعز قرار دارد بزبان هم نامیده‌اند.

## نگارخانه

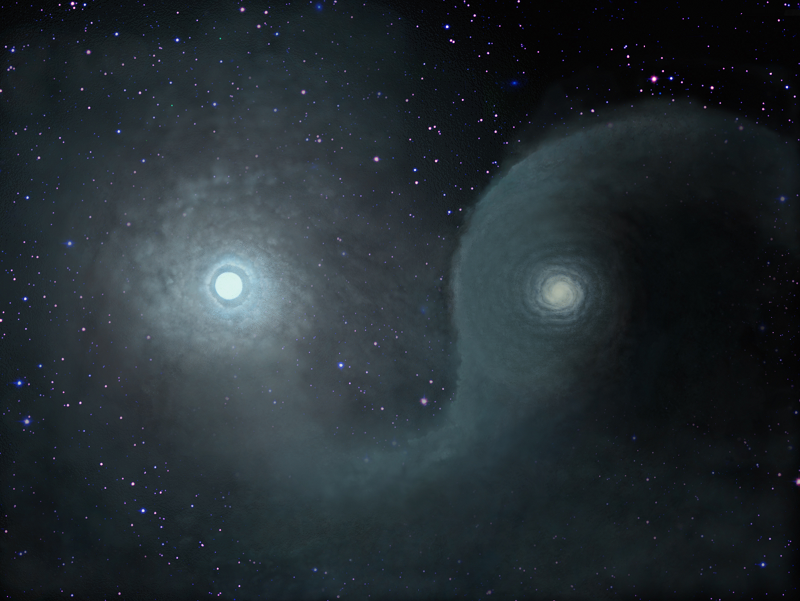
تمایل کم (تصور هنرمند).
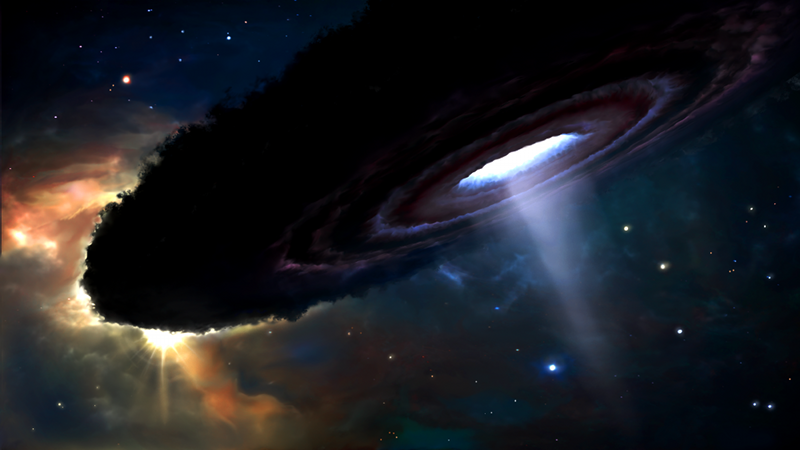
تمایل زیاد (تصور هنرمند).
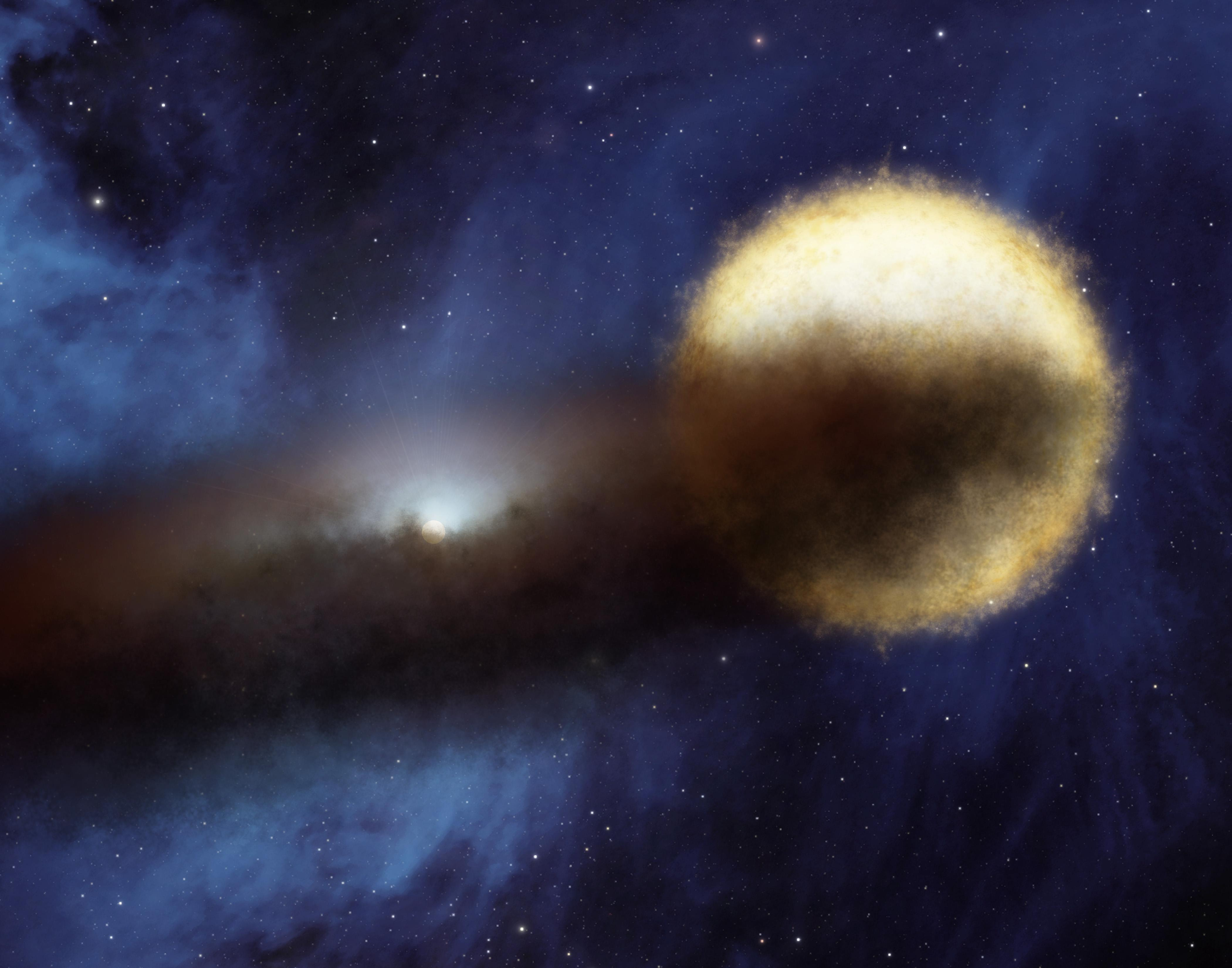
ستاره درخشان کلاس F و ستاره کلاس B که توسط یک دیسک گرد و غبار احاطه شده است (تصویر هنرمند).